# Hudson Nogueira
Hudson Nogueira (Itapetininga, in de deelstaat São Paulo, Brazilië, 1968) is een hedendaags Braziliaans componist en klarinettist.

## Levensloop
Hij groeide op in een klein dorpje Porangaba in de regio São Paulo (staat). Met zeven jaar begon hij zijn studies aan de Escola Superior de Música Mozarteum in São Paulo dat hij 1997 als Bachelor in het hoofdvak klarinet voltooide. In 1995 begon hij te componeren, eerst voor kamerensembles. Straks met zijn eerste composities had hij al succes en dat was de reden om naar het componeren van symfonische muziek over te gaan.
In 1998 werd hij resident composer aan het Conservatório Dramático e Musical Dr. Carlos de Campos in Tatuí, in de regio São Paulo, Brazilië. Zijn werken, die meestal gebaseerd zijn op de Braziliaanse volksmuziek, zijn intussen door kamer- en populaire ensembles alsook harmonie- en Symphonieorkesten uitgevoerd in landen als Hongarije, Oekraïne, Frankrijk, Italië, Spanje en de Verenigde Staten.

## Composities

### Werken voor orkest
- Brazilian Fantasy para Saxofón alto y orquesta sinfónica - opgedragen aan: Dale Underwood
- Sax Colossos para Saxofón alto y orquesta sinfónica

### Werken voor harmonieorkest
- 1998 Milènio Divertimento para Banda
- 2000 Retratos do Brasil (Brazilian Portraits)
  1. A solidão e o amor pela cidade
  2. A capoeira
  3. O maracatú
  4. Carnaval do Rio de Janeiro
  5. Carnaval de rua em Recife
- 2003 Do Coraçao e da Alma - (From the Heart to the Soul) Chôro Sinfônico
- 2004/2005 Sound's of Brazil
- Abertura Festiva
- Alegria do Carnaval
- Brasilidade
- Capiba no Frevo
- Carnaval de Rua Frêvo sinfônico
- Catira (10 Brazilian Miniatures)
- Cinco Variações Brasileiras para um Percussionista Solo e Banda
- Concerto in Brazil para tuba
- Concertino para Contrabaixo e Sopros
- Divertimento para Sopros Piano e Percussâo Solo/Ensemble and Accom. Band
- El Torero
- Fantasia Brasileira
- Miniaturas Brasileiras
  1. Catira
  2. Coreto
  3. Valsa
  4. Modinha
  5. Choro
- Os Saxofonistas Brasileiros
- Quatro Faces do Choro
  1. Fazendo Amigos
  2. Brincadeira de criança - valsa e choro
  3. Sem você - choro canção
  4. Choro Nordestino
- Quatro Peças Brasileiras para Trompa e Banda
  1. O Rei do Maracatu
  2. A Bandinha no Coreto
  3. Quando não se Sonha mais
  4. Frevando Sem Parar
- Retratos do Brasil
  1. Amazonia
  2. A Grande Metropole
  3. Infuencia Africana
  4. Grandes Festas Populares
- Sax Colossos para alto-saxophone
- Senzalas, Maracatus e Quilombos
- Seresta para Tuba e Banda
- Três Danças Carnavalescas
- Um Chorinho pro Adolphe Sax
- Virtuoso para Trompete Solo e Banda

### Werken voor big-band
- O Bôto

### Kamermuziek
- Divertissement pour Saxophones
- Divertimento para Trompete e Piano
- Four Brazilian Miniatures voor Saxofoonkwartet
- Só na trave voor klarinetkwintet

- Gemeinsame Normdatei: 1089800932
- International Standard Name Identifier: 0000 0001 3352 743X
- Library of Congress Control Number: no2016062674
- MusicBrainz: 6b812d21-5f72-412d-83b8-46ad8e298bed
- Virtual International Authority File: 646145858090623021932
- WorldCat: E39PBJpdPvgQDXr7V7BQjdqCwC